# Фосфиды железа
Фосфиды железа — бинарные неорганические соединения металла железа и фосфора.
В малых концентрациях фосфор растворяется в железе. При больших концентрациях образуются бинарные соединения — фосфиды.

## Получение
- Прокаливание фосфата железа с сажей.

- Восстановление сульфида железа фосфином.

| Формула | Мол. масса | Плотность г/см³ | Темп. плавления °С | Свойства                                                                        |
| ------- | ---------- | --------------- | ------------------ | ------------------------------------------------------------------------------- |
| Fe3P    | 198,51     | 6,74            | 1100               | тетрагональная сингония, I 4, a = 0,9090 нм, c = 0,4446 нм, Z = 8               |
| Fe2P    | 142,66     | 6,56            | 1290               | тригональная сингония, P 321, a = 0,5930 нм, c = 0,3453 нм, Z = 3               |
| FeP     | 86,82      | 6,07            |                    | ромбическая сингония, P nma, a = 0,5177 нм, b = 0,3089 нм, c = 0,5782 нм, Z = 4 |
| FeP2    | 117,79     | 5,1             |                    | ромбическая сингония, P nnm, a = 0,4975 нм, b = 0,5657 нм, c = 0,2725 нм, Z = 2 |